# Esben and the Witch
Esben and the Witch — британская рок-группа, образовавшаяся в Брайтоне, Англия, и исполняющая экспериментальный готический рок с элементами электроники, созвучный (согласно Allmusic) Siouxsie & the Banshees, Miranda Sex Garden (а также работам современниов: Effi Briest и Zola Jesus). В январе 2011 года группа вошла в список BBC Sound of 2011, а в феврале выпустила дебютный альбом Violet Cries, получивший высокие оценки от рецензентов Drowned In Sound, Independent, BBC Music, New Musical Express.

## История группы
Группа, название которой дала датская народная сказка, была образована в Брайтоне, Англия; в состав трио вошли гитарист и клавишник Томас Фишер (Thomas Fisher), гитарист/электронщик Дэниел Коупман (Daniel Copeman) и Рэйчел Дэвис (Rachael Davies), чей экспрессивный вокал во многом предопределил стилистику звучания коллектива. Внимание прессы привлекли концертные выступления группы, а также 33 EP (2009). Проведя гастроли с Deerhunter, The xx и Foals, трио выпустило сингл «Lucia, At the Precipice» (2010). В мае того же года трек группы «Corridors» (из 33) был использован в качестве саундтрека на выставке художника Карла Садлера, ставшей частью Creators Project. Затем лейбл Matador Records заключил с группой контракт и в октябре выпустил сингл «Marching Song». В декабре  Esben and the Witch вошли в список «надежд года» (Sound of 2011), составленный BBC, а 31 января выпустили дебютный альбом Violet Cries.

## Дискография
Основная статья дискография на англ Wiki

| Год  | Сингл                                      |
| 2009 | «Skeleton Swoon» - 26 октября 2009         |
| 2010 | «Lucia, at the Precipice» - 8 февраля 2010 |
| 2010 | «Marching Song» - 11 октября 2010          |

| Год  | Альбом                                              |
| 2011 | Violet Cries - 31 января 2011 - #13 UK Indie Charts |
| 2013 | Wash the Sins Not Only the Face                     |
| 2014 | A New Nature                                        |
| 2016 | Older Terrors                                       |
| 2018 | Nowhere                                             |